# 新十字型大廈
新十字型大廈是香港居者有其屋屋苑及公共屋邨樓宇之一，其設計改良自舊十字型大廈，並於1987年至2005年間落成的居者有其屋屋苑及公共屋邨樓宇中所廣泛使用。

## 介紹
新十字型大廈於1983年發表，並於1984年完成設計稿件；全港首批入伙的新十字型大廈是位於葵青區青衣青華苑第二期，於1987年初落成，5月27日入伙；其次是沙田區馬鞍山錦鞍苑玉鞍閣，於1987年8月27日入伙。至於最後一批落成的新十字型大廈就是位於港島東筲箕灣的東濤苑。
全港最高的新十字型大廈是位於油塘油麗邨的雅麗樓，智麗樓和逸麗樓（46層高，全港新十字型大廈只有此三座設有隔火層）。最矮的新十字型大廈是位於橫頭磡富強苑的富裕閣，只有13層高，亦為唯一一座只設兩部升降機的新十字型大廈。

### 大廈內部設計
新十字型大廈是專為居者有其屋計劃而設計，所以每層的單位數目只有10個及單位的分布較分散，使光線充足及空氣流通 ；其單位主要是以2房、3房及3房連儲物室的間格設計，其設計與私人發展商的樓宇較接近。在每層四隻翼中，其中兩隻面積較大翼中，每翼擁有2個2房單位及1個3房連儲物室的大單位，其餘兩隻較短的翼每翼擁有2個3房中型單位，早期落成的樓宇中，每個單位的客廳皆設有花槽及於廚房設置露台（如：景明苑、廣源紀律部隊宿舍及曉翠苑等）；而在後期落成的樓宇中，已取消每個單位客廳的花槽設計（如：油翠苑、慈康邨等）及到最後期落成的樓宇，甚至取消部份大廈或單位的露台設計（如：東濤苑、海麗邨、葵馥苑及逸東邨等）。此外，大廈的照明、升降機及公用設施都集中於中央部份，對使用者更為經濟和達到高效率的目的。
另外，禾輋邨景和樓的新十字型大廈的外型因受到受地形及噪音限制，故略作修改至呈「T」字型，每層的單位數目減至只有6個，長翼擁有4個2房單位，短的翼擁有2個3房中型單位。而位於斧山的瓊軒苑，每翼都有不同最高樓層，擁有全港唯一設有附屬平台單位的居屋屋苑。

### 各種改良版本及使用狀況
新十字型大廈其單位佈局由首幢同樣樓宇落成至今沒有大改變，由首幢至1997年前的樓宇的升降機停層方式依高低層再以單雙層區分，即每層只有一部升降機停靠，唯絕大多數屋苑的住宅樓層均在升降機旁設有另一台升降機的樓層位置顯示屏，讓住戶可選擇往上一層或落下一層乘坐另一部升降機；而1998年後的樓宇的升降機停層方式已簡化為只高低層區分，令每層均有兩部升降機停靠；而升降機轎廂於1994年起亦有所改動，包括機廂地板和均鋪設花崗石，地下大堂的升降機門四周同樣以花崗石裝飾。此外將機廂高度增2600mm，而內壁、機門及每層門框都改用不鏽鋼，更裝設假天花連照明裝置以及電子顯示板，同時採用高效能電動機推動系統以節省能源。
另外，從1990年起落成的樓宇每層電梯大堂通風窗由石屎直條護欄改爲鐵窗，之後再改為鋁窗。
於1999年9月，房委會公佈新版本新十字型大廈設計，是為1999年改良版本新十字型大廈。在新版本設計的大廈當中，3房單位的露台及所有單位客廳的花槽均被取消，而排水渠設於屋外，原有位置分別用以增加洗手間對出位置及窗戶的面積。所有單位除了客廳外，所有房間的窗戶的面積亦相應增加。此外，逃生樓梯的窗採用改良設計，變得與康和式大廈逃生樓梯的窗相似。
至2000年，房委會再推出更新版的2000年改良版本新十字型大廈，除進一步改善窗戶設計，更取消了廚、廁位置的露台。
然而在1998年尾，香港樓價因為「八萬五政策」大幅下滑，令政府多次減建居屋以及修改申請居民資格，希望能令更多市民投入私人房屋市場，令私人房屋市場復甦。當時更先後兩次宣布停售居屋，至2002年8月再次重售。由於樓市沒有任何起色，政府再次在2002年11月宣告無限期停建及停售居屋，興建中或未發售的屋苑將會改作其他用途。故此絕大多數1999或2000年版新十字型大廈（除筲箕灣東濤苑及油翠苑B、C、D、E座外），均由居者有其屋屋苑改為出租公屋租予市民，由於新十字型樓宇的設計原本是居者有其屋屋苑獨有的，但近年面對人口老化及出生率偏低的問題，2房及3房單位明顯地與現時出租公屋單位的需求有分別，所以大部份由居屋屋苑改為出租公屋的屋苑都是讓出租公屋居民作調遷的選擇。
在1987年至2005年期間，新十字型大廈總數為：59（港島及九龍居屋屋苑）+97（新界居屋屋苑）+63（公共屋邨）+4（政府宿舍） = 223座

## 相片集

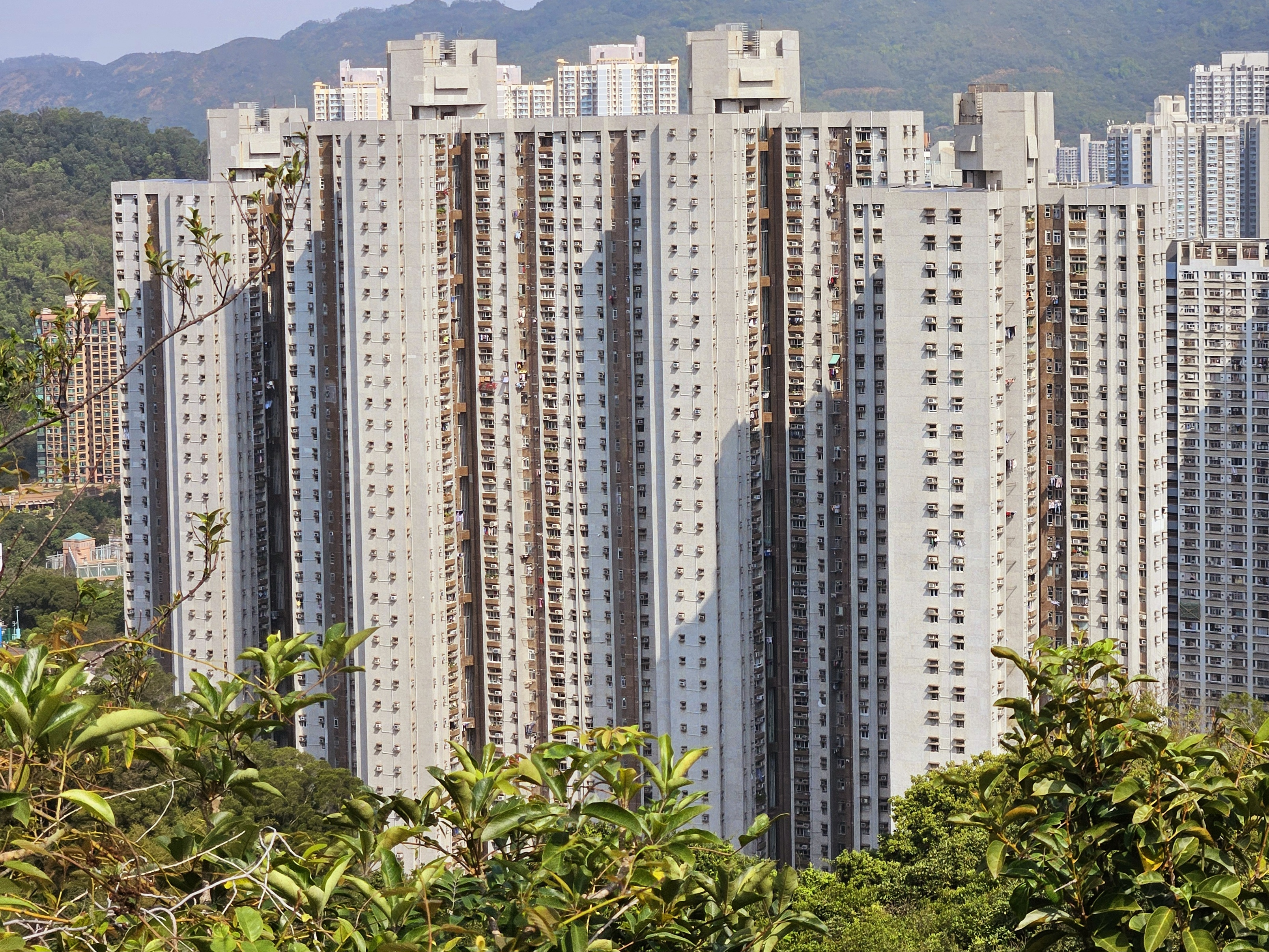
青衣青華苑，屬全港首批落成的新十字型大廈
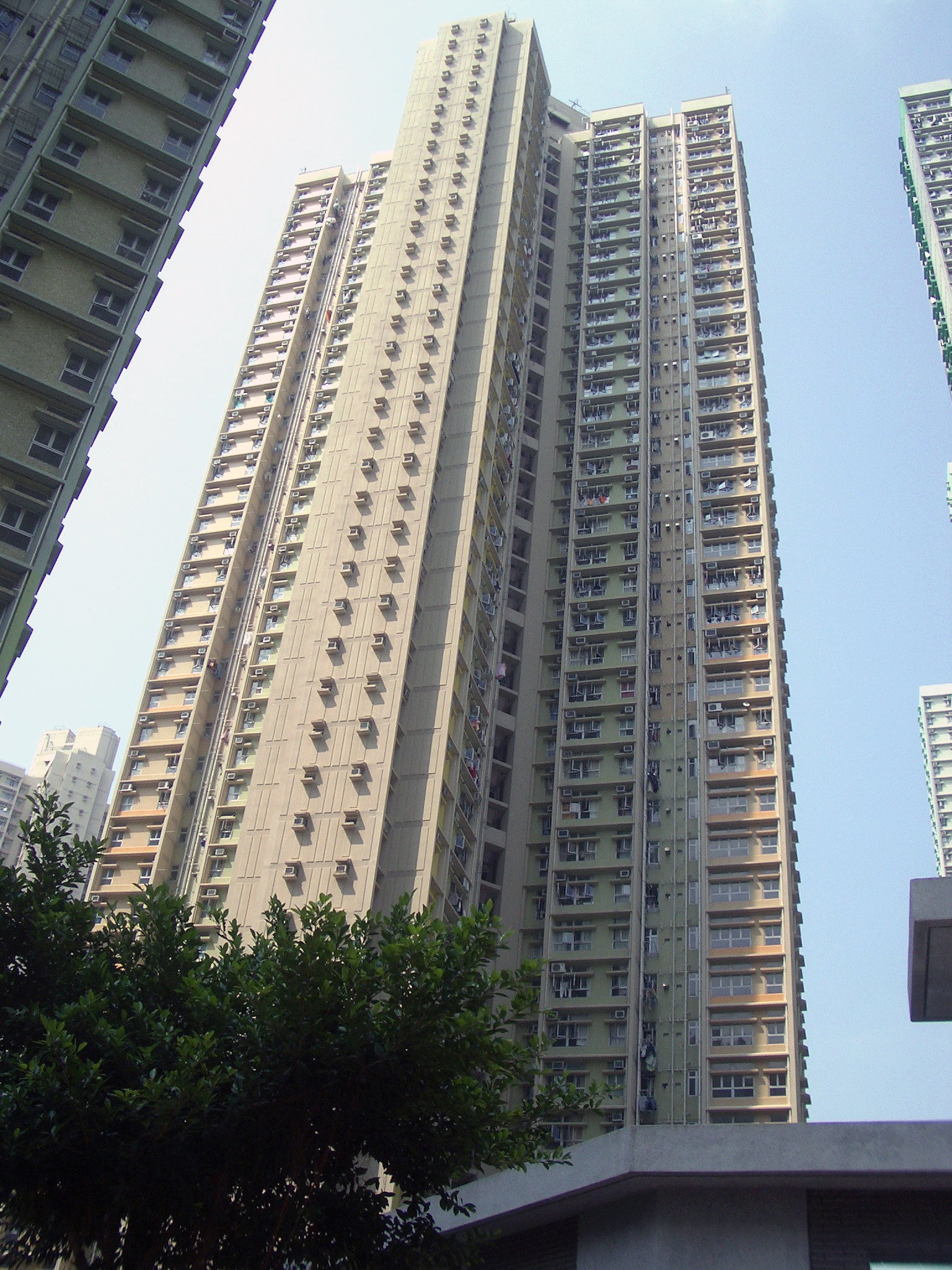
大嶼山東涌逸東邨寶逸樓，原先是居屋逸東苑
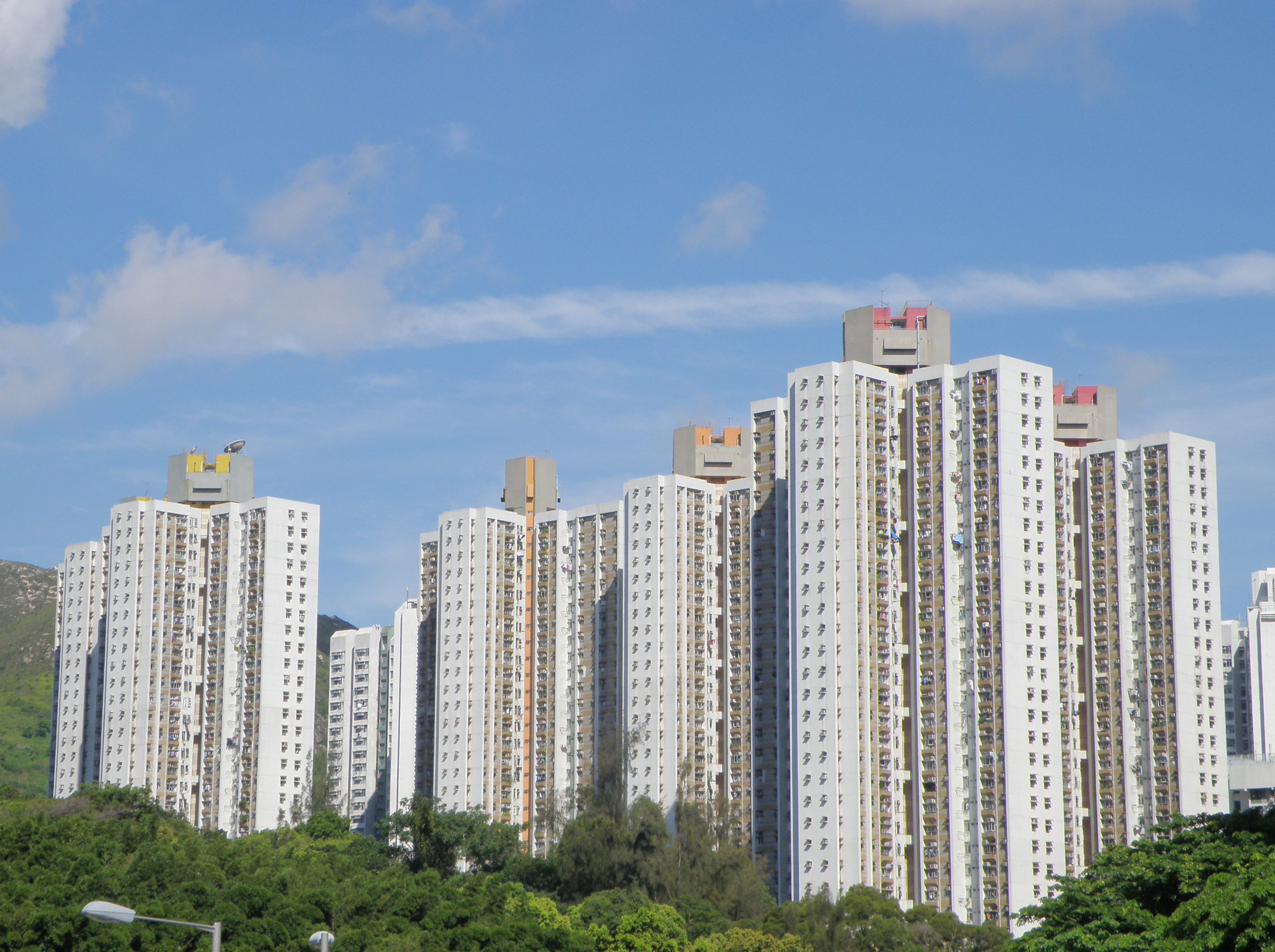
屯門新圍苑
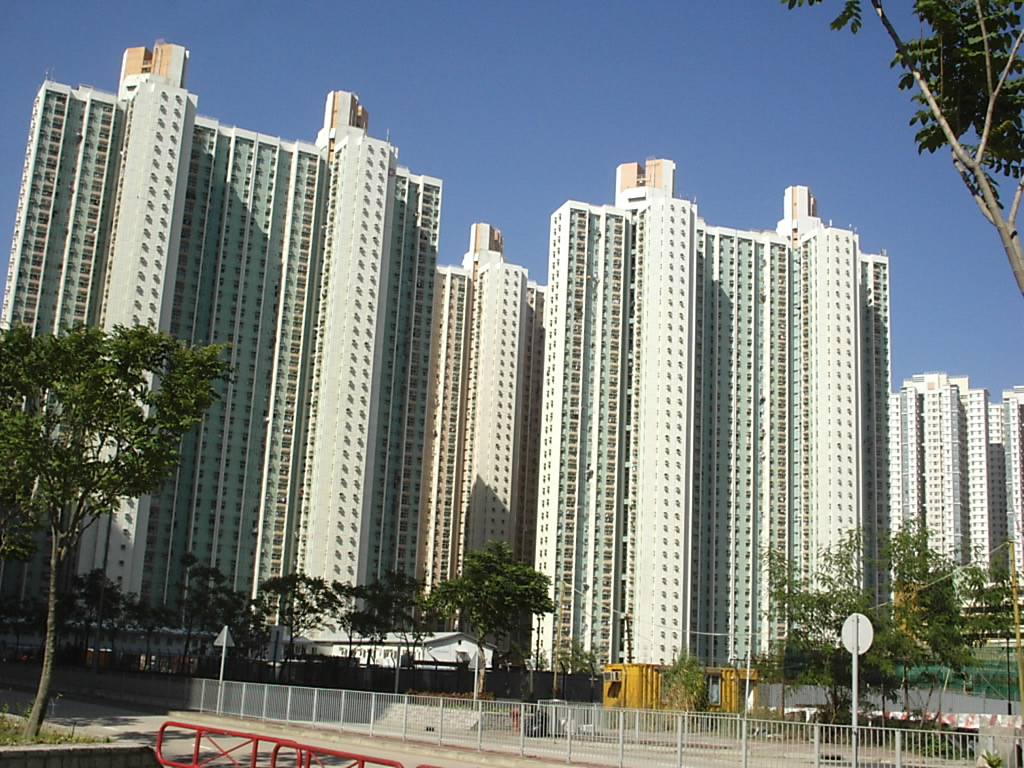
天水圍天逸邨，是唯一一個擁有1984年版本新十字型大廈的公共屋邨，原先是居屋逸天苑
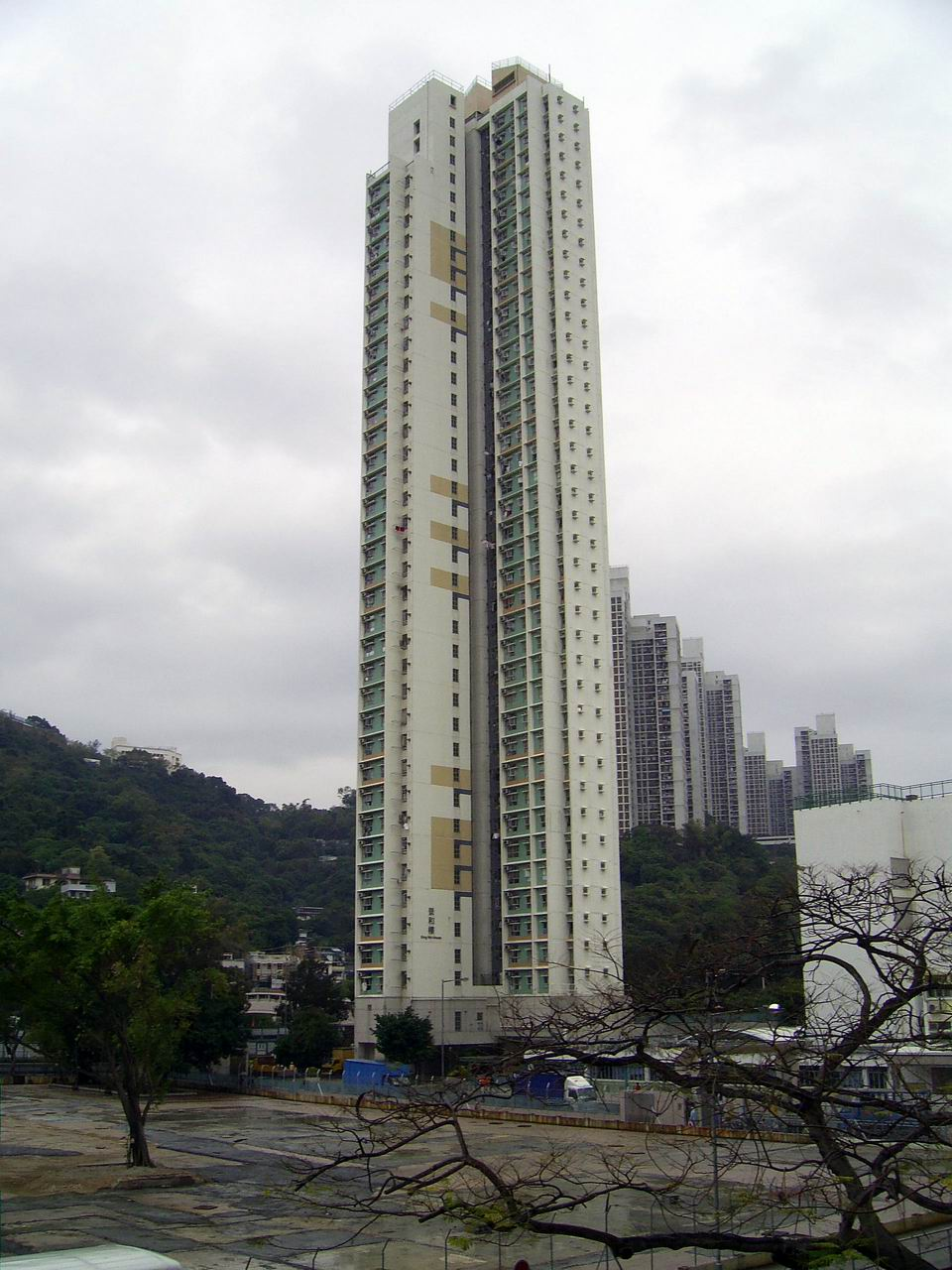
沙田禾輋邨景和樓，是唯一一個呈T字型的新十字型大廈，1999年版本新十字型，於2002年落成，原稱豐穗苑
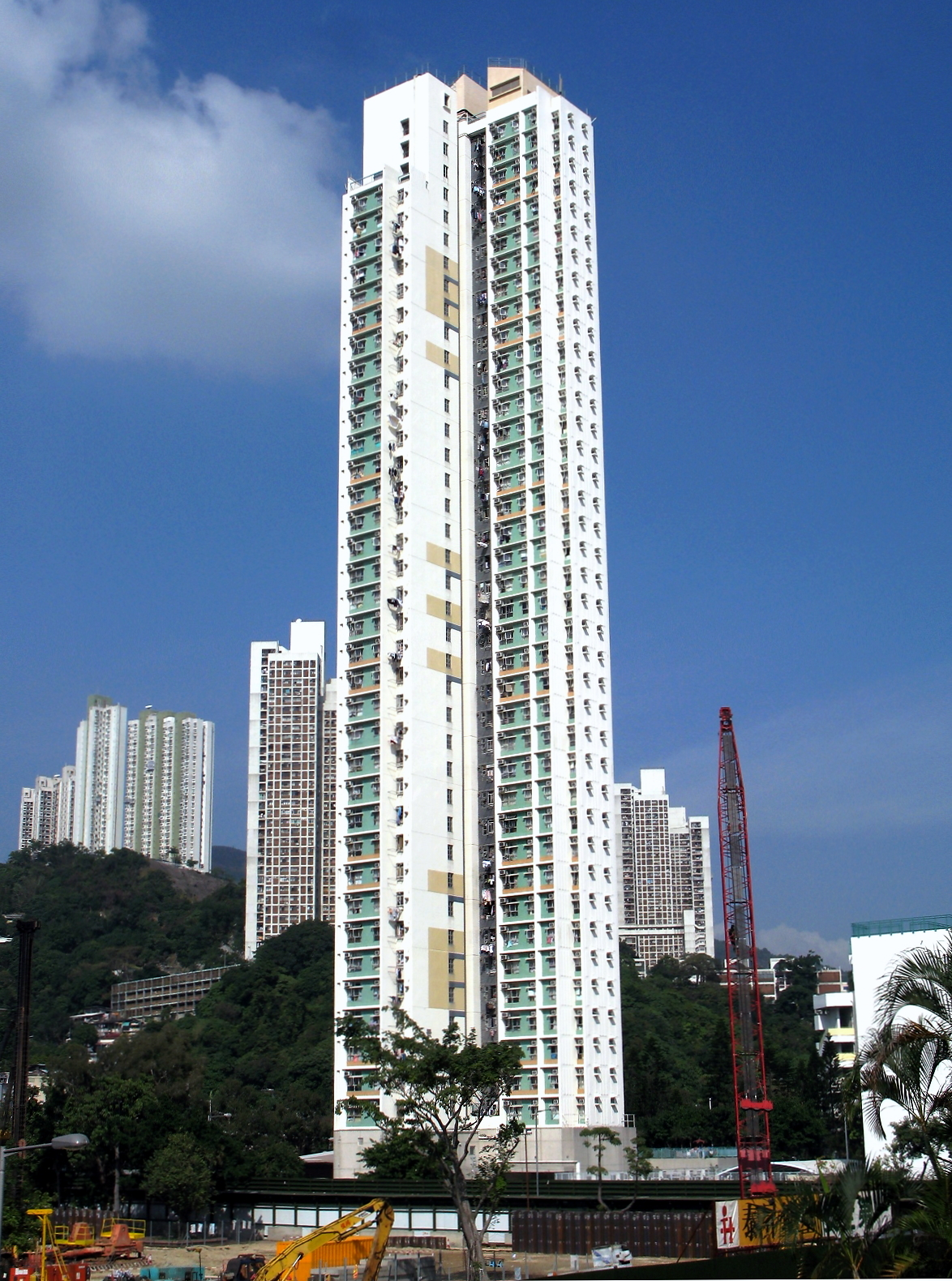
禾輋邨景和樓
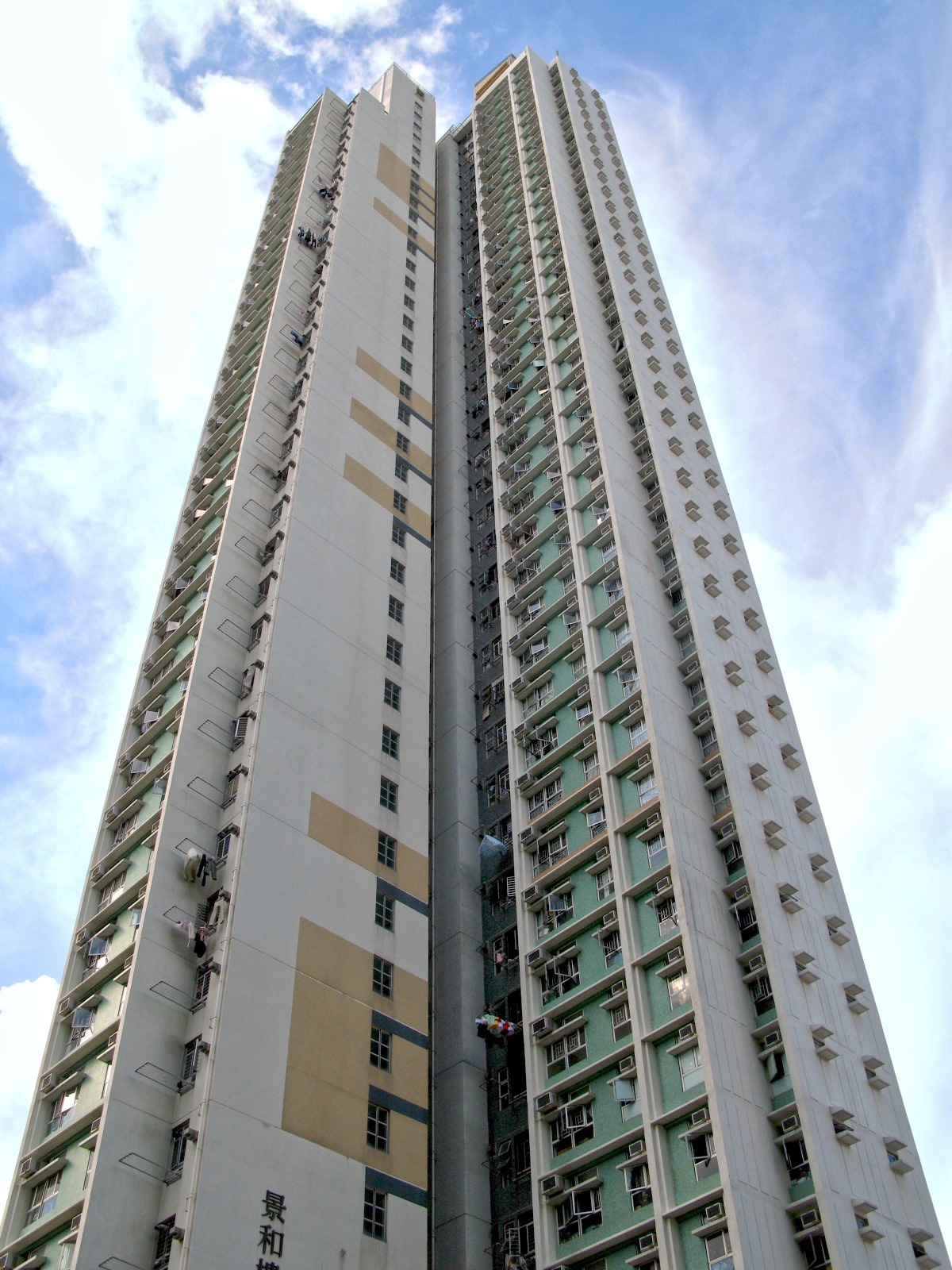
仰視禾輋邨景和樓
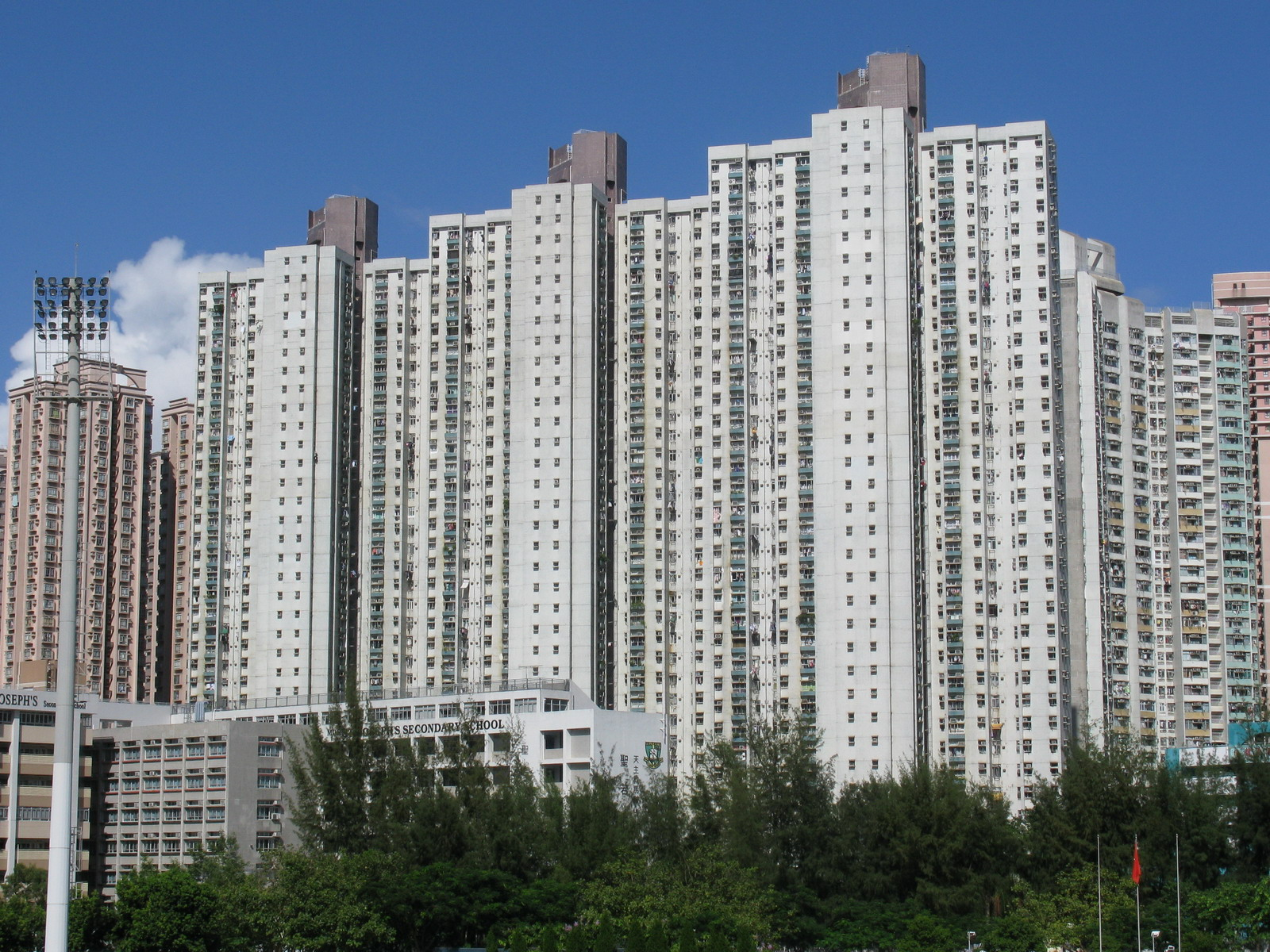
馬鞍山錦禧苑，於1989年落成
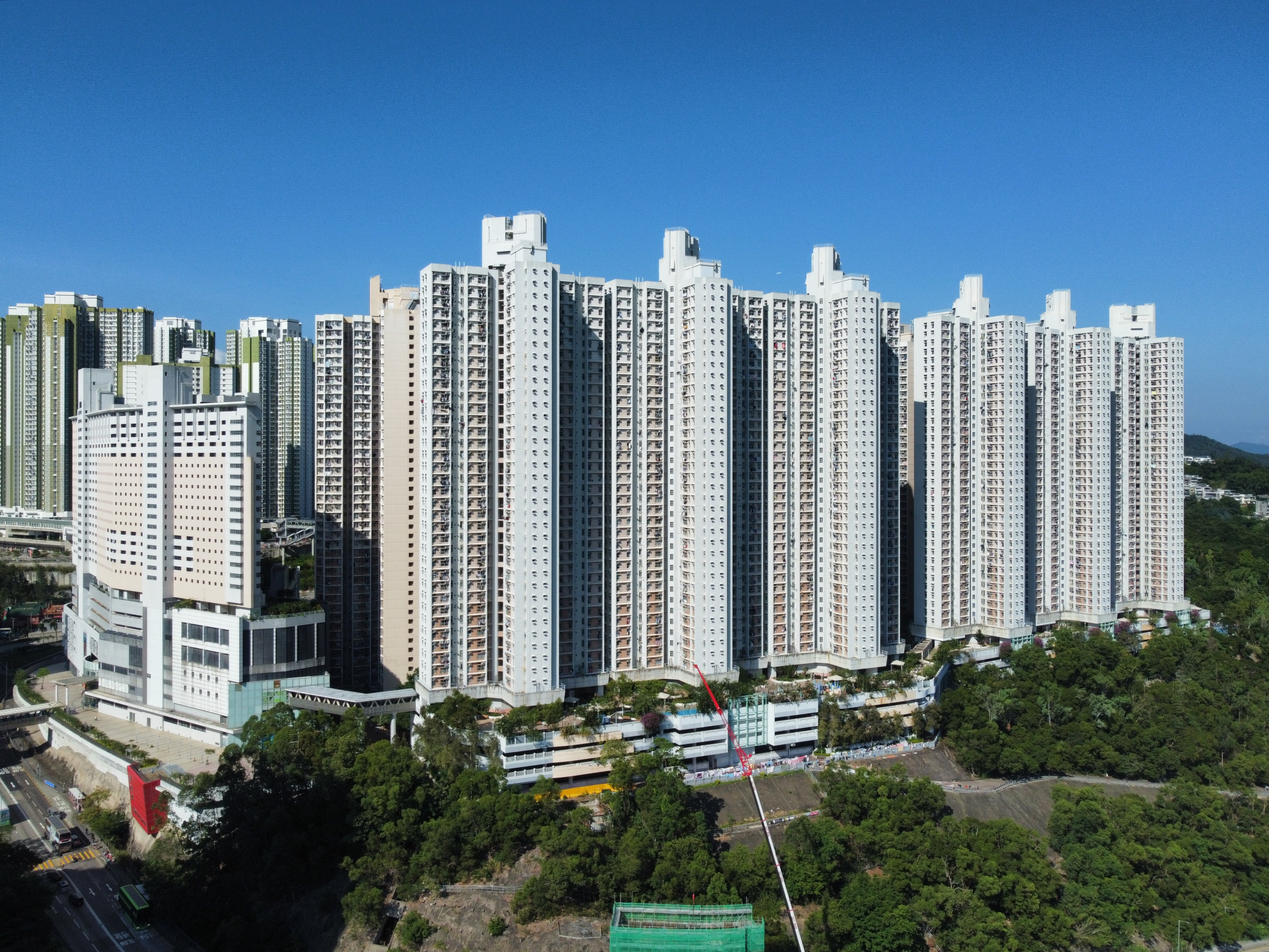
觀塘區6座本名「曉琳苑」的居屋，已併入寶達邨作出租公屋之用途
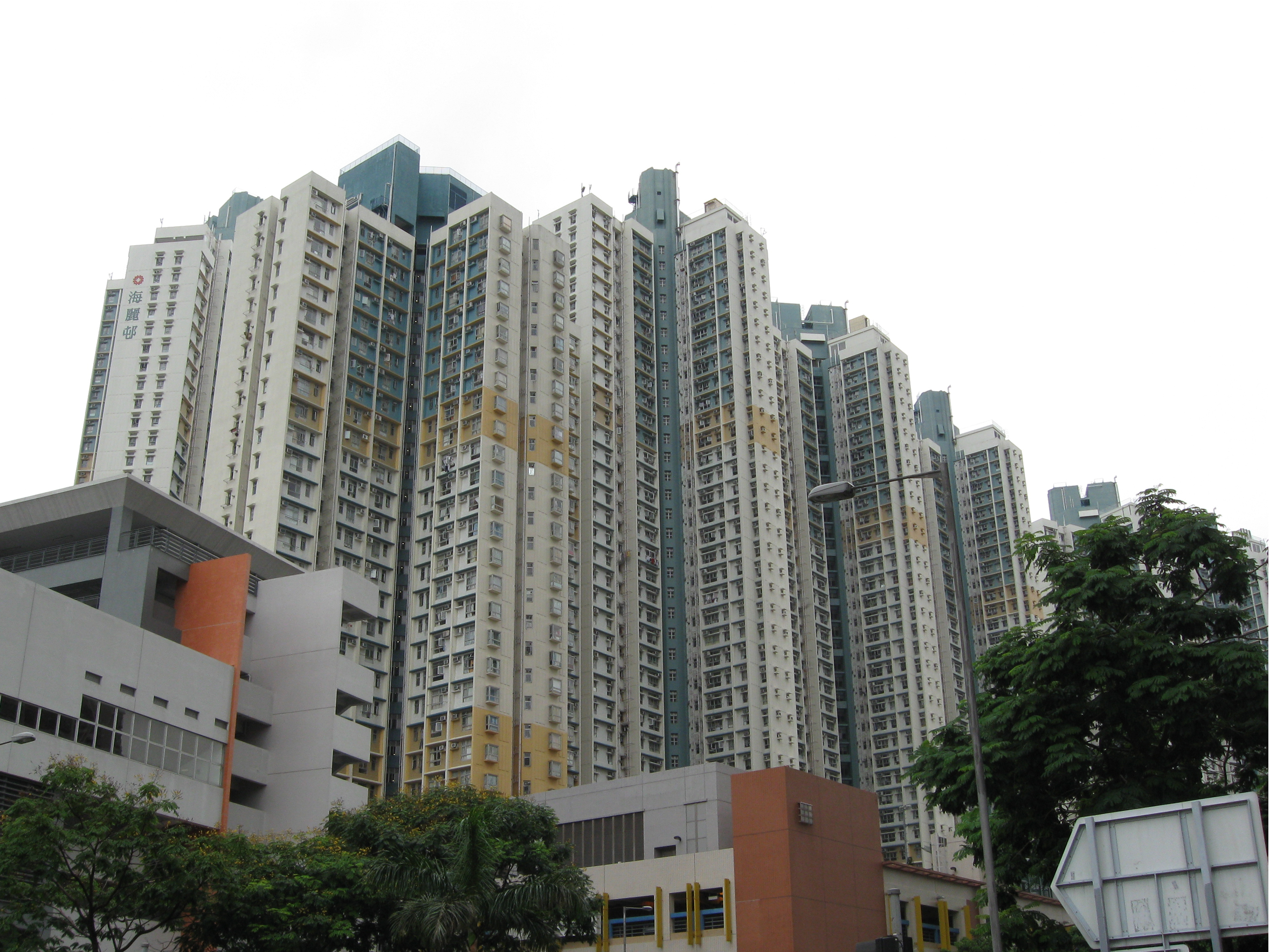
深水埗海麗邨海瑞樓、海和樓與海健樓，原先是居屋海麗苑
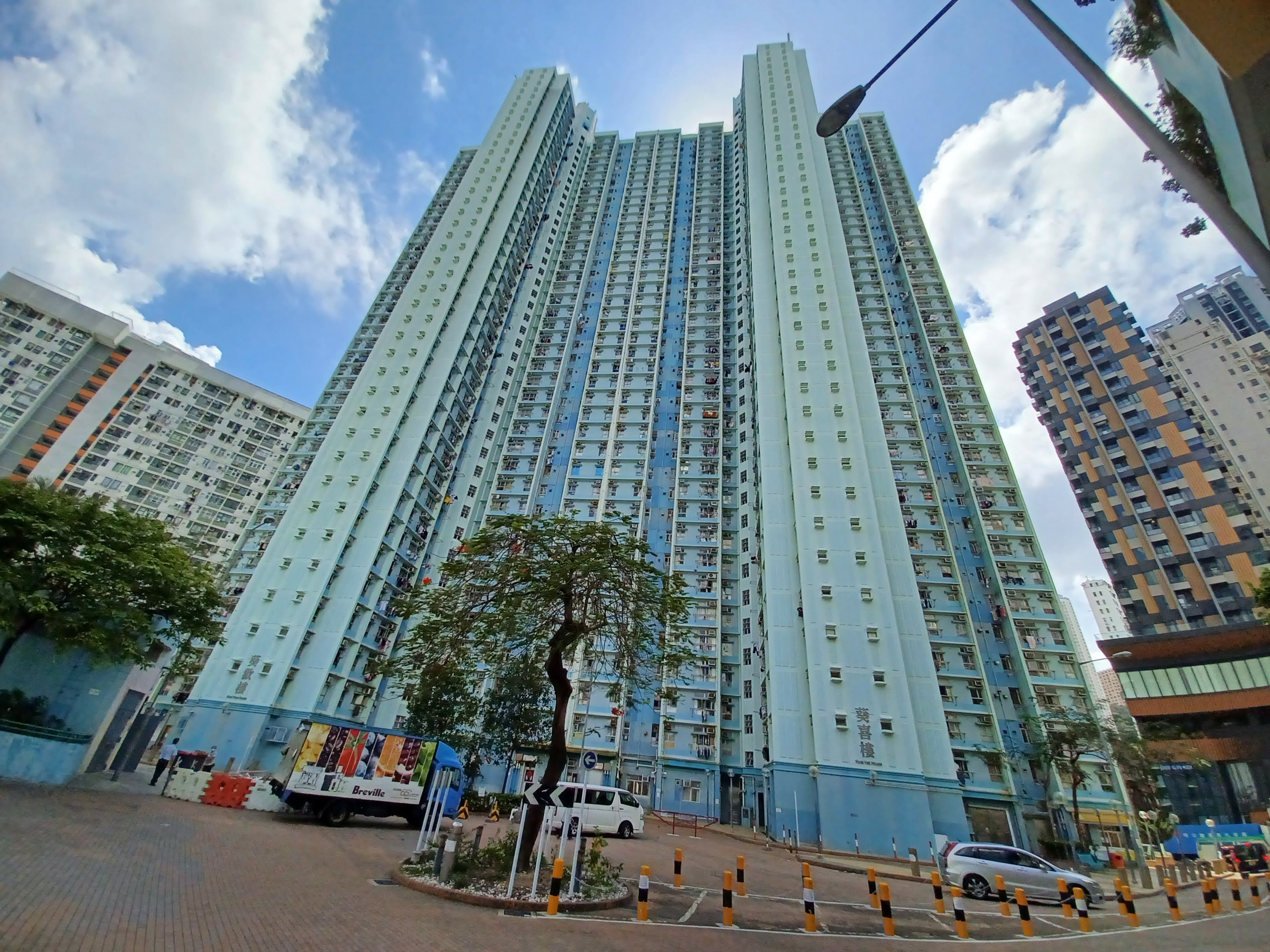
葵涌葵芳邨葵喜樓與葵歡樓，此兩幢樓宇原先是居屋葵屏苑

## 擁有新十字型大廈的居屋屋苑
| 港島及九龍 | 港島及九龍 | 港島及九龍 | 港島及九龍                                       | 港島及九龍 | 港島及九龍              |
| 所屬地區   | 屋苑名稱   | 數量       | 樓宇名稱                                         | 落成年份   | 承建商                  |
| ---------- | ---------- | ---------- | ------------------------------------------------ | ---------- | ----------------------- |
| 東區       | 曉翠苑     | 2          | 雅翠閣 碧翠閣                                    | 1990年     | 天順有限公司 (華營建築) |
| 東區       | 杏翠苑     | 2          | 翠晶閣 翠瑩閣                                    | 1997年     | 瑞安建業                |
| 東區       | 悅翠苑     | 1          | 悅翠苑                                           | 1999年     | 宏宗建築                |
| 東區       | 東盛苑     | 1          | 東盛苑                                           | 2000年     | 方永勝建築              |
| 東區       | 東濤苑     | 2          | 曉濤閣 旭濤閣                                    | 2005年     | 西松建設                |
| 南區       | 嘉隆苑     | 4          | 嘉昇閣 嘉平閣 嘉俊閣 嘉傑閣                      | 1991年     | 順成建築                |
| 南區       | 鴻福苑     | 2          | 鴻澤閣 鴻麗閣                                    | 1997年     | 禮頓建築                |
| 深水埗區   | 幸俊苑     | 2          | 俊禮閣 俊賢閣                                    | 2001年     | 俊和集團                |
| 黃大仙區   | 龍蟠苑     | 1          | 龍環閣                                           | 1992年     | 禮頓建築                |
| 黃大仙區   | 瓊麗苑     | 2          | 瓊泰閣 瓊昌閣                                    | 1989年     | 葡萄牙SOMEC公司         |
| 黃大仙區   | 富強苑     | 6          | 富裕閣 富寧閣 富康閣 富和閣 富逸閣 富雅閣        | 1991年     | 新昌營造、瑞安建業      |
| 黃大仙區   | 天宏苑     | 3          | 宏景閣 宏遠閣 宏美閣                             | 1992年     | 聯星建築                |
| 黃大仙區   | 鳳禮苑     | 2          | 鳳禧閣 鳳欣閣                                    | 1997年     | 中國建築                |
| 黃大仙區   | 慈愛苑     | 6          | 愛慧閣 愛賢閣 愛勤閣 愛寧閣 愛仁閣 愛聰閣        | 1997年     | 中國建築                |
| 黃大仙區   | 嘉強苑     | 2          | 嘉匯閣 嘉盈閣                                    | 1998年     | 新昌營造、五洋建設      |
| 黃大仙區   | 德強苑     | 2          | 德賢閣 德華閣                                    | 2001年     | 新昌營造                |
| 黃大仙區   | 盈福苑     | 1          | 盈福苑                                           | 2001年     |                         |
| 黃大仙區   | 瓊軒苑     | 1          | 瓊軒苑                                           | 2002年     | 中國建築                |
| 觀塘區     | 康栢苑     | 7          | 松柏閣 龍柏閣 祥柏閣 瑞柏閣 欣柏閣 榮柏閣 金柏閣 | 1993年     | 均利建築、法國通用建築  |
| 觀塘區     | 寶珮苑     | 5          | 寶珊閣 寶瑚閣 寶瑛閣 寶翠閣 寶瑤閣               | 1995年     | 中國建築                |
| 觀塘區     | 康瑞苑     | 1          | 康瑞苑                                           | 1999年     | 新昌營造                |
| 觀塘區     | 油翠苑     | 4          | 沃美閣 漾美閣 溢美閣 泳美閣                      | 2002年     | 瑞安建業                |
| 觀塘區     | 合計       | 59         |                                                  |            |                         |

| 新界     | 新界     | 新界 | 新界                                                                                | 新界     | 新界                  |
| 所屬地區 | 屋苑名稱 | 數量 | 樓宇名稱                                                                            | 落成年份 | 承建商                |
| -------- | -------- | ---- | ----------------------------------------------------------------------------------- | -------- | --------------------- |
| 沙田區   | 錦鞍苑   | 3    | 寶鞍閣 銀鞍閣 玉鞍閣                                                                | 1987年   | 新昌營造              |
| 沙田區   | 錦禧苑   | 3    | 錦歡閣 錦欣閣 錦榮閣                                                                | 1989年   | 葡萄牙SOMEC公司       |
| 沙田區   | 康林苑   | 3    | 山林閣 園林閣 景林閣                                                                | 1990年   | SGE-BTP聯營           |
| 沙田區   | 錦英苑   | 10   | 錦良閣 錦佳閣 錦強閣 錦智閣 錦達閣 錦順閣 錦悅閣 錦雅閣 錦耀閣 錦義閣               | 1991年   | SOGEA公司，禮頓建築   |
| 沙田區   | 錦龍苑   | 4    | 龍悅閣 龍欣閣 龍耀閣 龍昇閣                                                         | 1993年   | 禮頓建築              |
| 沙田區   | 美松苑   | 6    | 富松閣 麗松閣 興松閣 盛松閣 康松閣 樂松閣                                           | 1996年   | 順成建築、禮頓建築    |
| 大埔區   | 景雅苑   | 2    | 景欣閣 景悅閣                                                                       | 1992年   | 祥記馮祥              |
| 大埔區   | 怡雅苑   | 5    | 怡禮閣 怡順閣 怡厚閣 怡達閣 怡亮閣                                                  | 1993年   | 朱祥興建築            |
| 北區     | 欣盛苑   | 7    | 欣秀閣 欣麗閣 欣喜閣 欣悅閣 欣耀閣 欣彩閣 欣暉閣                                    | 1993年   | 金門建築              |
| 西貢區   | 景明苑   | 3    | 曦景閣 暉景閣 旭景閣                                                                | 1988年   | 中國建築              |
| 西貢區   | 英明苑   | 5    | 明遠閣 明亮閣 明達閣 明志閣 明安閣                                                  | 1989年   | 德榮建築              |
| 西貢區   | 欣明苑   | 5    | 欣松閣 欣竹閣 欣梅閣 欣蘭閣 欣菊閣                                                  | 1990年   | SGE-BTP聯營           |
| 西貢區   | 頌明苑   | 5    | 嘉明閣 輝明閣 賢明閣 翠明閣 冠明閣                                                  | 1993年   | 有利建築              |
| 葵青區   | 青華苑   | 4    | 華碧閣 華豐閣 華欣閣 華翔閣                                                         | 1987年   | 有成建築              |
| 葵青區   | 青泰苑   | 7    | 祥泰閣 寶泰閣 恆泰閣 誠泰閣 俊泰閣 鴻泰閣                                           | 1988年   | 西寶建築 （法國萬喜） |
| 葵青區   | 葵賢苑   | 2    | 葵義閣 葵謙閣                                                                       | 1993年   | 有利建築              |
| 葵青區   | 葵俊苑   | 3    | 葵昌閣 葵裕閣 葵豐閣                                                                | 1995年   | 鴻運建築              |
| 葵青區   | 怡峰苑   | 2    | 悅峰閣 豪峰閣                                                                       | 1999年   | 瑞安建業              |
| 屯門區   | 新圍苑   | 6    | 新賢閣 新順閣 新碧閣 新凱閣 新奐閣 新珮閣                                           | 1989年   | 禮頓建築              |
| 屯門區   | 兆麟苑   | 12   | 銀麟閣 寶麟閣 翠麟閣 耀麟閣 瑞麟閣 嘉麟閣 富麟閣 貴麟閣 詠麟閣 旭麟閣 輝麟閣 華麟閣 | 1993年   | 耀榮建築、德榮建築    |
| 合計     | 合計     | 97   |                                                                                     |          |                       |

## 擁有新十字型大廈的公共屋邨
| 所屬地區 | 屋邨名稱 | 數量 | 樓宇名稱                                                                     | 落成年份 | 備註                                                       |
| -------- | -------- | ---- | ---------------------------------------------------------------------------- | -------- | ---------------------------------------------------------- |
| 元朗區   | 天恆邨   | 5    | 恆智樓 恆運樓 恆翠樓 恆輝樓 恆通樓                                           | 2001年   | 原稱天恆苑                                                 |
| 元朗區   | 天逸邨   | 9    | 逸池樓 逸浪樓 逸江樓 逸洋樓 逸灣樓 逸濤樓 逸潭樓 逸湖樓 逸海樓               | 2001年   | 原稱逸天苑                                                 |
| 黃大仙區 | 慈康邨   | 5    | 康健樓 康秀樓 康德樓 康潤樓 康添樓                                           | 2002年   | 原為慈安苑三期及慈民邨二期                                 |
| 葵青區   | 葵芳邨   | 2    | 葵歡樓 葵喜樓                                                                | 2002年   | 原稱葵屏苑                                                 |
| 沙田區   | 禾輋邨   | 1    | 景和樓                                                                       | 2002年   | 原稱豐穗苑                                                 |
| 觀塘區   | 油塘邨   | 1    | 美塘樓                                                                       | 2002年   | 原為油翠苑澄美閣，但仍與另外四幢油翠苑出售座別在同一地段上 |
| 觀塘區   | 寶達邨   | 6    | 達喜樓 達信樓 達佳樓 達顯樓 達貴樓 達安樓                                    | 2003年   | 原稱曉琳苑                                                 |
| 觀塘區   | 油麗邨   | 6    | 雅麗樓 碧麗樓 智麗樓 秀麗樓 逸麗樓 頤麗樓                                    | 2005年   | 原稱油麗苑                                                 |
| 觀塘區   | 高翔苑   | 5    | 高安閣 高瑞閣 高麒閣 高麟閣 高恆閣                                           | 2004年   | 另有四幢康和型樓宇被改為政府宿舍                           |
| 觀塘區   | 安田邨   | 2    | 安健樓 安麗樓                                                                | 2005年   | 原本為未命名屋苑                                           |
| 離島區   | 逸東邨   | 9    | 勤逸樓 傑逸樓 寶逸樓 翠逸樓 悅逸樓 瑞逸樓 德逸樓 謙逸樓 信逸樓               | 2004年   | 原稱逸東苑                                                 |
| 深水埗區 | 海麗邨   | 11   | 海明樓 海晴樓 海暉樓 海賢樓 海信樓 海雅樓 海禧樓 海健樓 海和樓 海智樓 海慧樓 | 2004年   | 原稱海麗苑                                                 |
| 合計     | 合計     | 63   |                                                                              |          |                                                            |

- 由居屋屋苑改為出租公屋出租。

## 擁有新十字型大廈的政府宿舍
| 所屬地區 | 屋邨名稱         | 數量 | 樓宇名稱（支配部門）              | 落成年份 |
| -------- | ---------------- | ---- | --------------------------------- | -------- |
| 沙田區   | 廣源紀律部隊宿舍 | 2    | 怡景閣（入境處） 海泓閣（海關）   | 1990年   |
| 葵青區   | 葵馥苑           | 2    | 安葵閣（警務處） 樂葵閣（消防處） | 2003年   |
| 合計     | 合計             | 4    |                                   |          |

- 廣源紀律部隊宿舍為房委會按地契條件為政府代建樓宇；而葵馥苑由未發售的居屋屋苑售予政府，並被改為政府宿舍。

## 原規劃興建新十字型大廈但沒有興建的屋苑
| 所屬地區 | 所屬項目／屋邨名稱         | 數量 | 現址用途                                                                                                |
| -------- | -------------------------- | ---- | --- |
| 黃大仙區 | 黃大仙下（二）邨           | 2    | （同一屋邨） 改為興建兩座和諧三型大廈（龍昌樓及龍泰樓）                                                 |
| 黃大仙區 | 黃大仙上邨重建第三期       | 2    | （同一屋邨） 改為興建一座非標準設計大廈（詠善樓）                                                       |
| 黃大仙區 | 慈愛苑第三期               | 5    | （同一屋苑） 改為興建6幢康和一型第一款大廈                                                              |
| 觀塘區   | 秀茂坪邨重建第十一期       | 2    | 觀塘官立小學（秀明道） （因孫九招更改土地用途）                                                         |
| 觀塘區   | 秀茂坪邨重建第十三、十四期 | 9    | 曾改為興建11幢康和一型第一款大廈 後改為興建出租公屋，成為秀茂坪南邨                                     |
| 觀塘區   | 彩雲道1號地盤              | 9    | 改為興建新和諧一型，成為彩盈邨                                                                          |
| 觀塘區   | 彩雲道3B號地盤             | 8    | 改為興建非標準設計大廈，成為彩福邨                                                                      |
| 觀塘區   | 安達臣道發展計劃D、E地盤   | 19   | 改為興建非標準設計大廈，成為安達邨                                                                      |
| 觀塘區   | 前油麗苑後續期數           | 13   | （同一屋邨） 改為興建新和諧一型及非標準設計大廈                                                         |
| 觀塘區   | 康逸苑                     | 5    | （同一屋苑） 改為興建康和一型第一款                                                                     |
| 南區     | 石排灣邨重建第二期         | 2    | （同一屋邨） 碧蔚樓 碧綠樓 （改為試驗性興建靈活性大廈；後因孫九招改作出租公屋）                         |
| 葵青區   | 青衣第10區第二、三期       | 5    | 長宏邨第二期 （改為興建新和諧一型大廈）                                                                 |
| 葵青區   | 青衣第10區第五期           | 4    | 長亨邨商場（保留）                                                                                      |
| 葵青區   | 葵盛東邨重建第五期         | 2    | 葵盛社區公園                                                                                            |
| 西貢區   | 將軍澳第74區南部           | 6    | 調景嶺公共圖書館 （曾經擬作改為試驗性興建靈活性大廈；後來因孫九招令整個項目遭到腰斬，並且更改土地用途） |
| 西貢區   | 前健明苑第三期             | 4    | （同一屋邨） 改為興建新和諧一型，減少大廈數目；後來因為孫九招改作出租公屋                               |
| 深水埗區 | 海麗邨第二期               | 1    | （同一屋邨） 前海麗苑；後來改為興建附有家庭單位的小型單位大廈；及後因為孫九招改作出租公屋，成為海瑞樓   |
| 屯門區   | 屯門54區第3及4號（東）地盤 | 12   | 改為興建非標準設計大廈，成為菁田邨                                                                      |
| 沙田區   | 美田邨第三期               | 5    | 改為興建公屋，並曾擬採用非標準設計；後來改為興建三幢新和諧一型大廈                                      |
| 北區     | 粉嶺36區三、四期           | 9    | 改為興建五幢新和諧一型大廈；及後在興建前改作出租公屋，併入清河邨                                        |
| 合計     | 合計                       | 116  | |

- 除黃大仙下邨、慈愛苑三期、秀茂坪邨13-14期、康逸苑，以及葵盛東邨採用1984年版本，而石排灣邨二期、油麗邨剩餘期數及美田邨三期採用2000年版外，以上屋苑項目在終止前，均採用1999年版本新十字型標準設計。

## 外部連結
- 新聞稿—房委會為八個新屋邨釐定租金，2004年7月21日 （页面存档备份，存于）
- 新十字型平面圖 （页面存档备份，存于）